# Абрамов (аал)
Абрамов (хак. Абрамнар аали) — ААЛ в Аскизькому районі, знаходиться за 40 км від райцентру — селища Аскиз.
Число господарств — 22, населення — 61 осіба (01.01.2004), хакаси. Населений пункт утворений в 19 ст. Назв. неодноразово змінювалася. У 19 ст. — ААЛ Абрамов (від і'мя Абрама Чепчігашева), до 30-х 20 ст. — улус Кірка, в 30-50-е XX ст. — Сталіно, пізніше — знову Абрамов.